# Parc de l'Étoile
El Parc de l’Étoile (en castellano: Parque de la Estrella) es un parque público de la ciudad de Estrasburgo, ubicado en el centro de la plaza homónima, al norte del barrio de Neudorf. Constituye un punto de conexión entre Neudorf y el centro urbano.

## Historia
En el siglo XV, el convento de Saint-Marc se encontraba al noroeste de la actual plaza. Fue destruido en 1475, y la calle Marksgarten conserva su memoria.
A finales del siglo XIX, se construyó en los terrenos del Marksgarten la «estación local» de tranvías. Desde esta estación partían los tranvías del sistema suburbano con destino a Marckolsheim, Erstein y Rhinau. En este lugar también se hallaba un depósito de material rodante.

### Plaza vial
La plaza de l’Étoile fue creada en 1937. En 1940, durante la anexión alemana, recibió el nombre de «Sternplatz». No recuperaría su denominación francesa hasta el final de la Segunda Guerra Mundial, en 1945.
La plaza acogía circos y ferias ambulantes durante sus estancias en Estrasburgo.
El centro administrativo de la Comunidad Urbana de Estrasburgo fue construido entre 1973 y 1976 en el sector occidental de la plaza, sobre el antiguo emplazamiento del depósito de tranvías.
En 1991, el Ayuntamiento convocó un concurso para el diseño de la plaza. El proyecto elegido fue el del arquitecto milanés Vittorio Gregotti, que preveía la construcción, en el centro de la plaza, de un complejo inmobiliario con un centro comercial, oficinas y viviendas.
Con el regreso del tranvía en 1994, la plaza se convirtió en un aparcamiento disuasorio, con capacidad para autocares y automóviles. Este cerró en 2003 y fue sustituido por un nuevo aparcamiento cerca de la estación de Krimmeri-Meinau.

### Transformación en parque
A partir de 1998, el proyecto urbanístico fue modificado. El Ayuntamiento contemplaba la creación de un parque en el centro de la plaza. Los primeros bocetos incluían un estanque con un gran surtidor de agua en su centro. El complejo inmobiliario y comercial, inicialmente llamado Les Fronts de Neudorf, luego Les Passages de l’Étoile y finalmente Rivetoile, no se construyó en el centro de la plaza, sino a lo largo del canal de Austerlitz, en el noreste.
Las obras de remodelación comenzaron en 2003, cuando el municipio decidió plantar allí un vivero de cerca de 2.000 árboles, con un coste estimado en un millón de euros.
Estos árboles debían ser trasladados en el marco del proyecto del parque urbano y de las ampliaciones del tranvía previstas para 2006. Sin embargo, debido a recursos judiciales que retrasaron el proyecto, los árboles permanecieron en el lugar, lo que dio lugar a un debate sobre su destino.
En sustitución de la zona de desembarque turístico de la plaza de Austerlitz, cerrada en 2007, se habilitó ese mismo año una nueva área para autocares en el sector sur de la plaza.

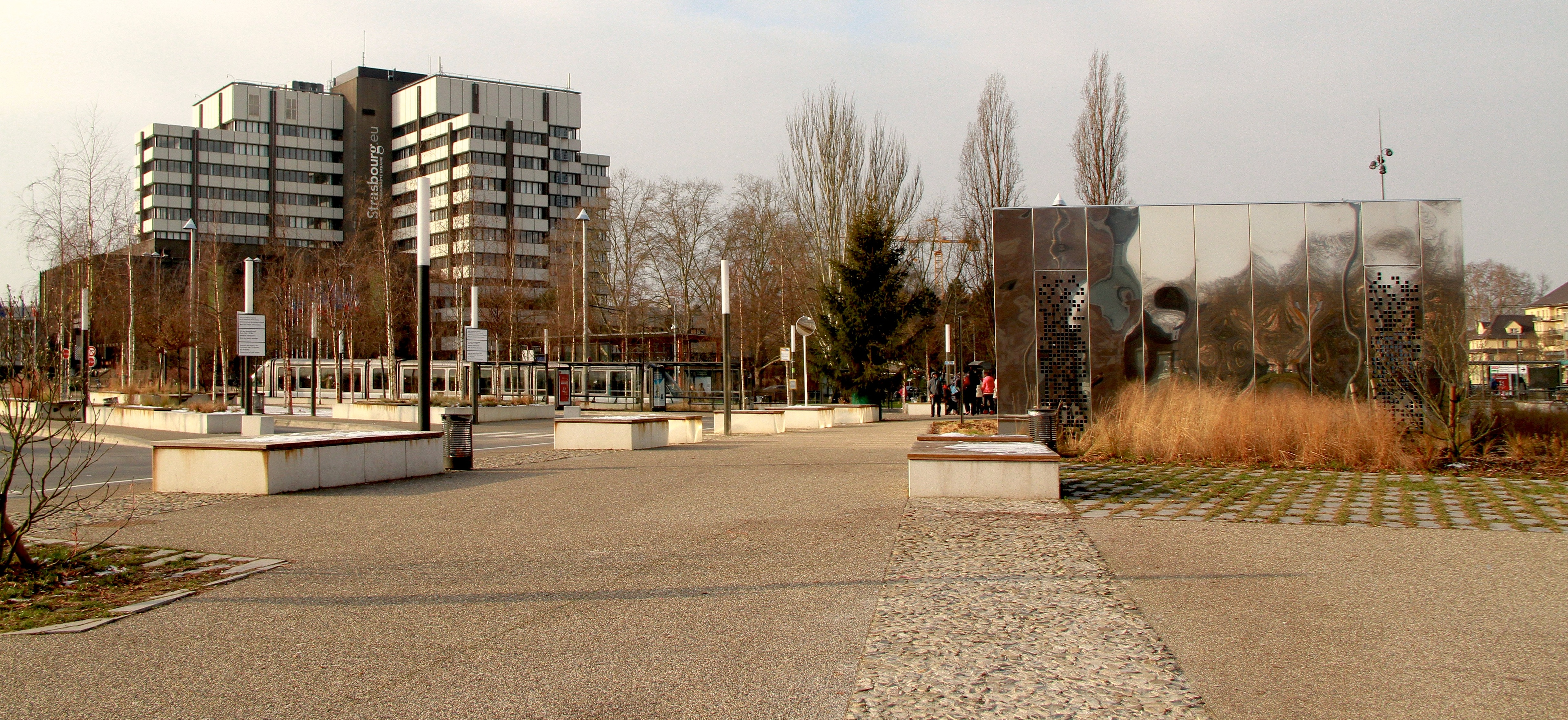
Zona de parada de autocares; a la derecha, el pabellón de la oficina de turismo; al fondo, el centro administrativo de la Eurometrópoli de Estrasburgo.

Finalmente, en 2009, la parada para autocares turísticos fue reubicada en el norte de la plaza, para acercarla al centro urbano y a la estación de tranvía. Se instalaron cuatro andenes, equipados con marquesinas. Desde 2010, la compañía Eurolines utilizó esta área para sus llegadas y salidas en Estrasburgo. Actualmente, otras compañías operan también en esta zona, convirtiéndola en una verdadera estación de autobuses, como BlaBlaCar Bus  y FlixBus.
En 2010, la vía que dividía la plaza en dos fue cerrada y desmantelada con el fin de crear un espacio continuo.

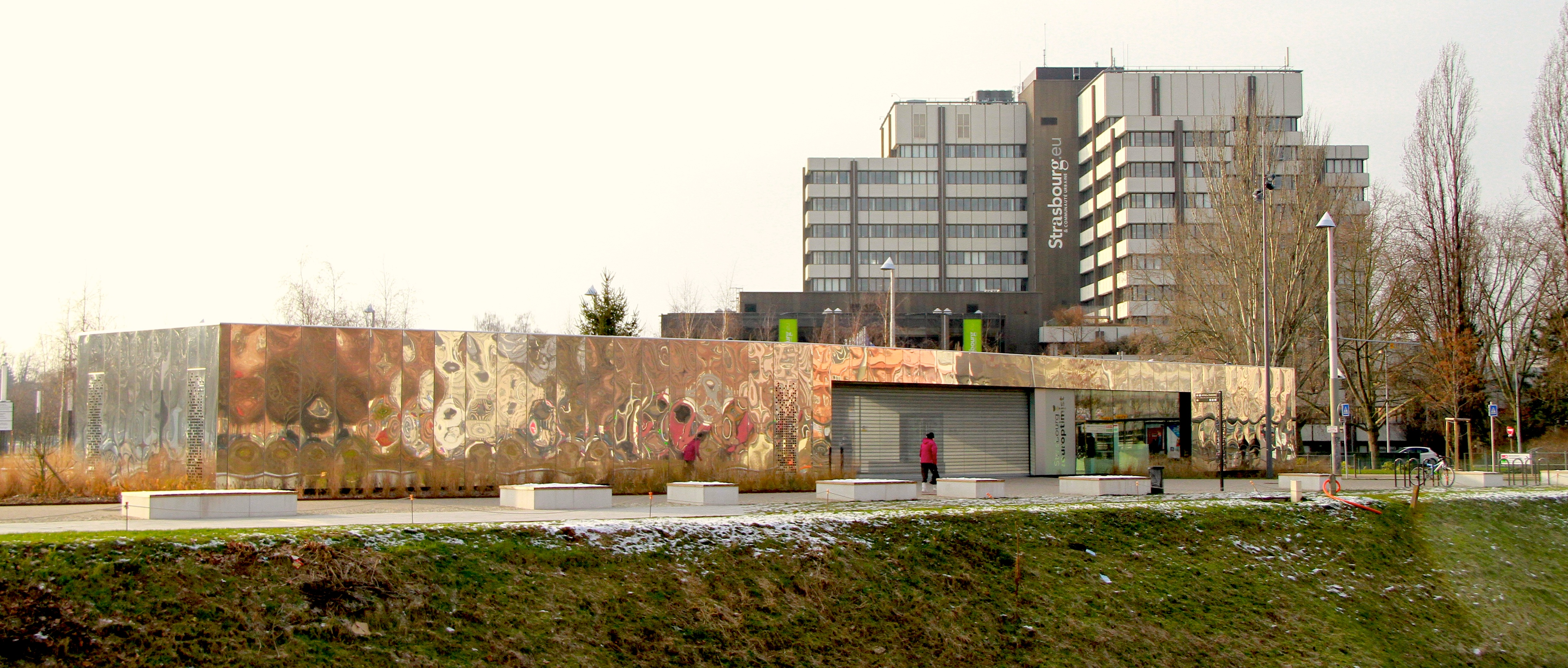
Pabellón de la oficina de turismo y, al fondo, el centro administrativo de la Eurometrópoli.

Se construyó un pabellón de acogida para la oficina de turismo de Estrasburgo, con una superficie de 360 m² y un coste de 1,3 millones de euros. Fue inaugurado en abril de 2012.
La oficina de turismo abandonó el lugar en 2016, y el pabellón fue posteriormente utilizado por la empresa Eurolines.

## Composición
Durante la creación del parque, entre 2003 y 2004, se plantaron más de treinta especies arbóreas distintas. En el sur de la plaza se crearon pequeñas colinas para dar relieve a un espacio anteriormente plano.
La remodelación de la plaza Dauphine, en 2008, con árboles y surtidores de agua, permitió extender el parque hacia el este, frente a la Cité de la Musique et de la Danse y el centro comercial Rivetoile.
Se habilitó una senda peatonal a lo largo del canal de conexión para enlazar la plaza con el nuevo parque del Heyritz, situado detrás del centro administrativo de la Eurometrópoli e inaugurado en 2014.

### Esculturas contemporáneas
El 2 de octubre de 2011, con ocasión del Día Internacional de la No Violencia, proclamado por las Naciones Unidas, el gobierno de la India ofreció una estatua de Gandhi a la ciudad de Estrasburgo. El alcalde, Roland Ries, anunció que se instalaría en el parque de l’Étoile, y que se contemplaba la posibilidad de añadir otras esculturas como parte del proyecto de rehabilitación del parque.
En 2012, el Ayuntamiento anunció la cancelación del proyecto de instalar nuevas esculturas en el parque.

## Vea también

### Enlace externo
- Parques y jardines de la ciudad de Estrasburgo, en strasbourg.eu